# 103. vestlige længdekreds
Den 103. vestlige længdekreds (eller 103 grader vestlig længde) er en længdekreds, der ligger 103 grader vest for nulmeridianen. Den løber gennem Ishavet, Nordamerika, Stillehavet, det Sydlige Ishav og Antarktis.